# CMA CGM

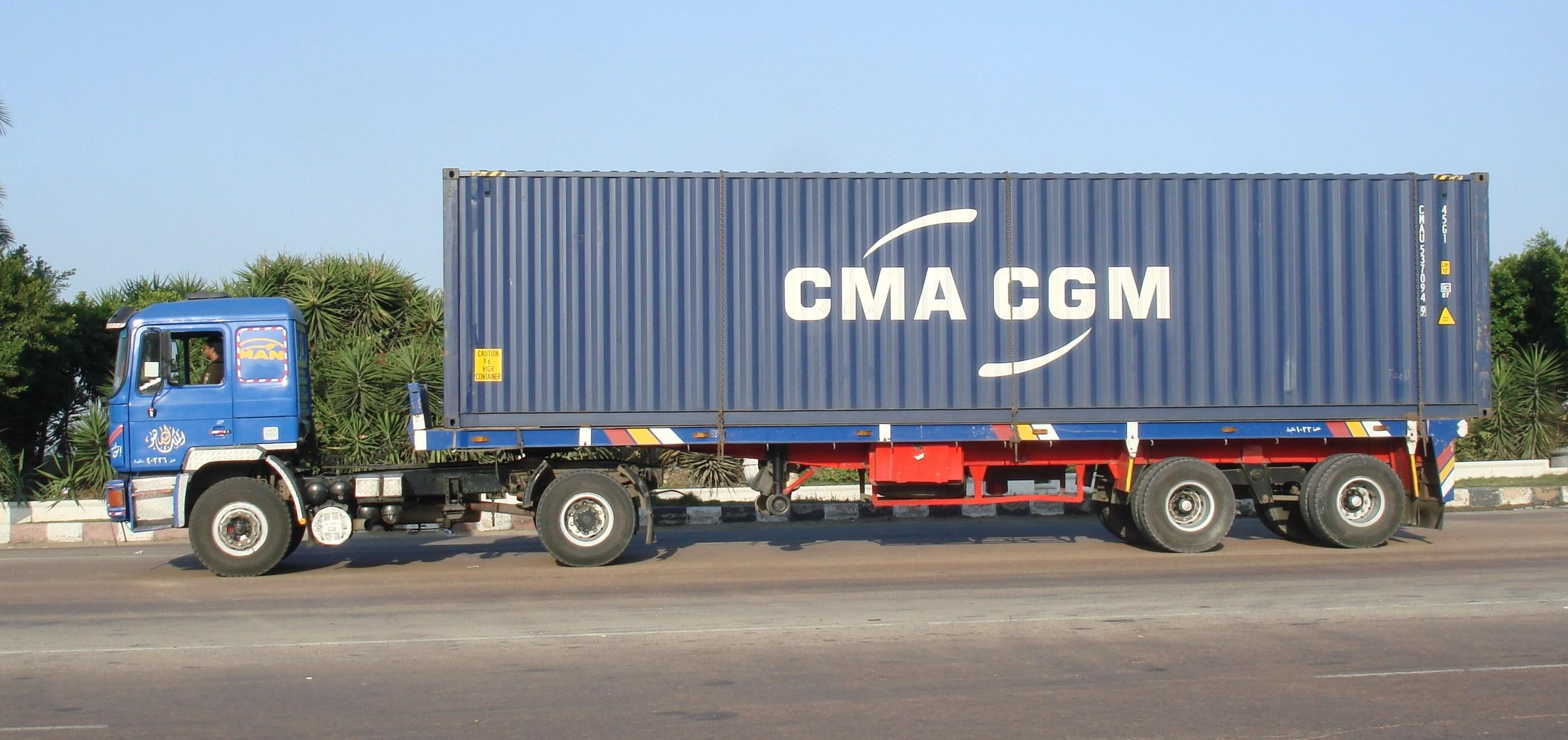
CMA CGM container

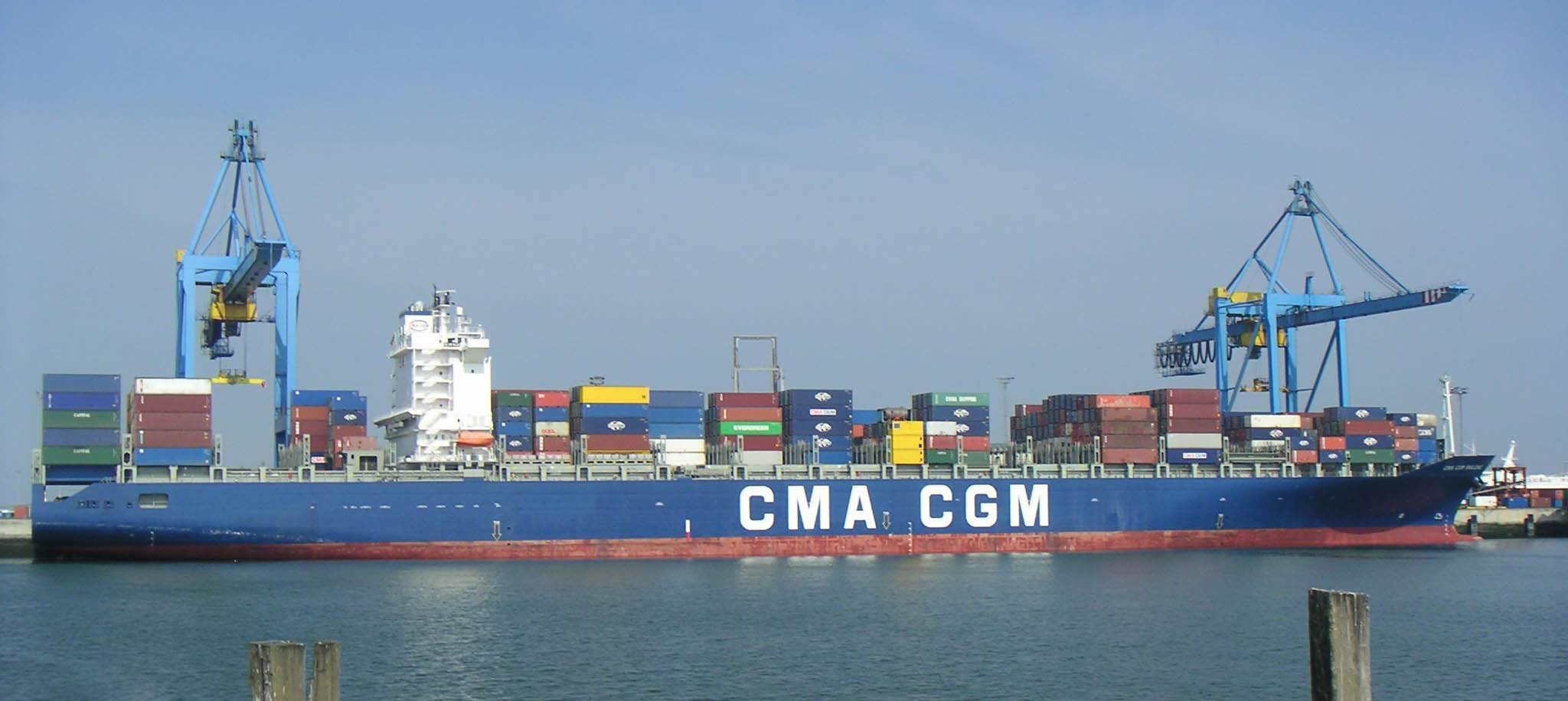
Container ship CMA CGM Balzac in the port of Zeebrugge, Belgium

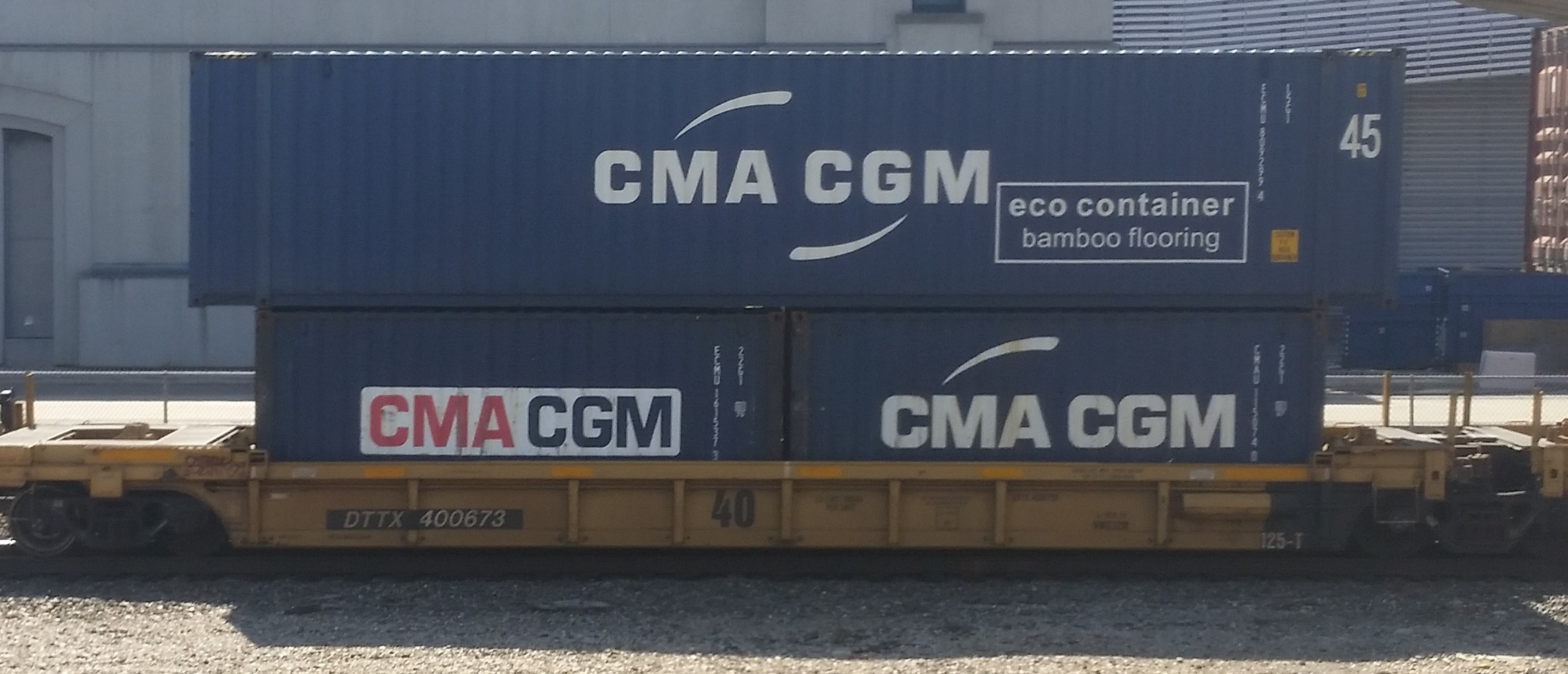
CMA CGM containers on train

CMA CGM은 프랑스 출신의 운송 회사이며, 국제 수준의 컨테이너 트랜스 포터이다.